# Zero (periodico)
Zero è stata una rivista spagnola a tematica omosessuale edita da Zeropress, S.L. dal 1998 al 2009.

## Storia editoriale
Il periodico è stato fondato a Madrid ed è nato come pubblicazione gratuita. Dal 1998 la rivista esce con cadenza mensile in tutto il territorio spagnolo. La tiratura media del mensile nell'anno 2008 è stata di 43.265 con una diffusione media di 19.576.
Nel 2008 in Spagna il prezzo di una copia ammontava a 4,95 Euro. La pubblicazione può essere acquistata in tutti gli stati dell'Unione europea, in Svizzera, in Argentina, in Andorra, in Venezuela, in Messico, in Cile e in Ecuador.
Nel corso della sua vita, la rivista è riuscita a mettere a segno alcuni importanti colpi giornalistici che hanno avuto una forte risonanza sia nel mondo politico che in quello religioso. In particolare nel 2000 ospitò l'intervista con cui il tenente colonnello José Maria Sanchez Silva, si dichiarò apertamente omosessuale; fu il primo ufficiale di alto grado spagnolo ad aver dichiarato la propria omosessualità nel mondo dell'esercito. La notizia fece molto scalpore e venne ripresa dai principali mass media internazionali.
Nel 2002 fece il giro del mondo l'intervista con cui il sacerdote cattolico della comunità di Valverde del Camino fece coming out, in quell'occasione la rivista uscì con in copertina la foto del religioso e il titolo «Ringrazio Dio di essere gay».
Nel 2009 la ministro delle Pari opportunità del Secondo Governo Zapatero Bibiana Aído è apparsa sulla copertina di luglio vestita da Dorothy, la protagonista del Mago di Oz, per pubblicizzare una campagna contro la violenza.
La rivista è stata ritirata dal mercato nel 2009 a seguito di una crisi finanziaria che ha colpito la società editrice.

## Contenuti
I contenuti della rivista diretta da Miguel Ángel López riguardano notizie a tematica omosessuale rivolte soprattutto ad un pubblico maschile. Ad essa sono affiancati 4 inserti: ZDM (Zero de Moda) dedicato alla moda; Cuídate incentrato su salute e bellezza; Decora riguardante disegno e decorazioni; e Destino, in cui sono presenti mete turistiche e viaggi.
La rivista di circa 150 pagine è caratterizzata dalla presenza di un'estetica fotografica di stampo contemporaneo ed è strutturata in diverse sezioni:
- Opinión: alcune colonne di fondo generalmente a firma di Eduardo Mendicutti;
- Actualidad: notizie a tematica omosessuale di rilievo nazionale ed internazionale che vanno dall'evoluzione dei diritti dei gay, all'omofobia e perlopiù dedicate all'attualità culturale e alla cronaca;
- Entrevistas: spazio riservato all'intervista di personalità pubbliche di qualsiasi tipo di ambito;
- Reportajes: analisi approfondita delle notizie;
- Cuídate: sezione dedicata ai temi della psicologia, della salute, del fitness o dell'alimentazione;
- Viajes: le destinazione e i posti analizzati in ottica LGBT;
- De Zero a 100: con le pagine finali dedicate a musica, tecnologia, cinema, pornografia, arte, teatro.